# Aquella Navidad
That Christmas (Aquella Navidad en español) es una película británica de comedia fantástica navideña animada por computadora producida por Locksmith Animation y DNEG Animation y distribuida por Netflix. Está dirigida por Simon Otto en su debut como director y basada en el libro del mismo nombre de Richard Curtis.

## Producción
Desarrollo
En noviembre de 2019, se anunció que Locksmith Animation estaba desarrollando That Christmas, una película animada basada en una serie de libros infantiles escritos por Richard Curtis.

## Animación
Al igual que Ron's Gone Wrong, la animación de la película estará a cargo de DNEG, con su división de animación DNEG Animation coproduciendo la película con Locksmith Animation.

## Estreno
Originalmente, se esperaba que esa Navidad fuera lanzada por Warner Bros Pictures bajo su estandarte Warner Animation Group. Sin embargo, en junio de 2022, Netflix presentó la película como parte de su lista de películas animadas.